# Dajuan Wagner
Dajuan Marquett Wagner (* 4. Februar 1983 in Camden, New Jersey) ist ein ehemaliger US-amerikanischer Basketballspieler, der zwischen 2002 und 2006 in der NBA spielte.

## Karriere

### High School und College
Wagner galt während seiner Highschool-Zeit als einer der talentiertesten Basketballspieler des Landes. Während eines Spiels seiner Highschool erzielte er 100 Punkte. In seiner letzten Highschool-Saison erzielte Wagner 42,5 Punkte pro Spiel. Er gewann am Ende der Saison den Naismith Prep Player of the Year Award als bester Highschool-Basketballer des Landes. Experten verglichen ihn mit Allen Iverson von den Philadelphia 76ers.
Nach der High School wechselte Wagner an die University of Memphis, wo er unter John Calipari spielte. Nach einem Jahr am College meldete er sich zum NBA-Draft an.

### NBA
Beim NBA-Draft 2002 wurde Wagner an 6. Stelle von den Cleveland Cavaliers ausgewählt. In seiner Rookie-Saison erzielte er respektable 13,4 Punkte pro Spiel, jedoch traf er nur knapp 37 % aus dem Feld. Die folgenden beiden Spielzeiten verliefen jedoch nicht gut. Wagner absolvierte in seinem dritten Jahr aufgrund von zahlreichen Verletzungen nur 11 reguläre Saisonspiele und erzielte dabei 4,0 Punkte pro Spiel. Aus diesem Grund wurde sein Vertrag in Cleveland nicht verlängert.
Es verging ein Jahr, bis er seine Verletzungen vollständig auskurieren konnte. 2006 gelang ihm nochmal ein Comeback bei den Golden State Warriors. Er absolvierte jedoch nur ein Spiel, ehe er aus dem Vertrag herausgekauft wurde. 2007 unterschrieb er einen Vertrag beim polnischen Erstligisten Asseco Prokom Gdynia, für den er bis 2008 aktiv war.
Heute betreibt er unter anderem ein Fitnessstudio in Cherry Hill, New Jersey.

## Persönliches
Dajuan Wagner ist der Sohn des ehemaligen Profibasketballers Milt Wagner. Außerdem ist er der Cousin von Michael Kidd-Gilchrist, der ebenfalls Profibasketballer in der NBA ist.